# Sara Kjellin
Sara Lisbet Kjellin (* 16. Dezember 1977 in Undersåker) ist eine ehemalige schwedische Freestyle-Skierin. Sie war auf die Disziplinen Moguls und Dual Moguls (Buckelpiste) spezialisiert und nahm an drei Olympischen Winterspielen sowie vier Freestyle-Skiing-Weltmeisterschaften teil.

## Werdegang
Kjellin nahm im März 1996 in Tandådalen erstmals am Freestyle-Skiing-Weltcup teil, wobei sie den 21. Platz im Moguls und den 17. Rang im Dual Moguls errang. In der Saison 1996/97 gewann sie mit sieben Podestplatzierungen die Dual-Moguls-Disziplinenwertung des Europacups und wurde zudem Zweite in der Moguls-Disziplinenwertung. Außerdem erreichte sie mit neunten Plätzen im Dual Moguls in Tignes sowie in La Plagne ihre ersten Top-Zehn-Platzierungen im Weltcup. In der Saison 1997/98 kam sie im Weltcup siebenmal unter den ersten Zehn. Dabei errang sie mit dem zweiten Platz im Moguls in Breckenridge ihre erste Podestplatzierung im Weltcup und zum Saisonende den 12. Platz im Moguls-Weltcup. Beim Saisonhöhepunkt, den Olympischen Winterspielen 1998 in Nagano, belegte sie den 14. Platz im Moguls. Nach Platz 17 im Moguls in Mont-Tremblant zu Beginn der Saison 1998/99, errang sie mit sechs Top-Zehn-Platzierungen den 13. Platz im Moguls-Weltcup sowie den neunten Platz im Dual-Moguls-Weltcup. Bei den Weltmeisterschaften 1999 in Hasliberg wurde sie Neunte im Dual Moguls sowie Achte im Moguls. In der Saison 1999/2000 belegte sie den 12. Platz im Moguls-Weltcup und den achten Rang im Dual-Moguls-Weltcup und errang dabei bei 11 Weltcupteilnahmen, sieben Top-Zehn-Platzierungen. Bei den Weltmeisterschaften im folgenden Jahr in Whistler fuhr sie auf den 15. Platz im Moguls und auf den neunten Rang im Dual Moguls. In der Saison 2001/02 kam sie auf den 14. Platz im Moguls-Weltcup sowie auf den 11. Rang im Dual-Moguls-Weltcup und bei den Olympischen Winterspielen 2002 in Salt Lake City auf den 15. Platz im Moguls. Bei den Weltmeisterschaften 2003 in Deer Valley belegte sie den 24. Platz im Moguls und den 17. Rang im Dual Moguls. 
In der Saison 2003/04 erreichte Kjellin mit zwei Top-Zehn-Platzierungen, darunter Platz zwei im Dual Moguls in Deer Valley, den 13. Platz im Moguls-Weltcup und in der Saison 2004/05 mit drei Top-Zehn-Platzierungen, darunter Platz drei im Moguls in Tignes, den 15. Platz im Moguls-Weltcup. Bei den Weltmeisterschaften 2005 in Ruka wurde sie Elfte im Moguls und Neunte im Dual Moguls. Nach Platz drei im Moguls in Tignes zu Beginn der Saison 2005/06, platzierte sie sich siebenmal unter den ersten Zehn, darunter Platz drei im Moguls in Deer Valley und errang damit den 16. Platz im Gesamtweltcup sowie den siebten Platz im Moguls-Weltcup. Beim Saisonhöhepunkt, den Olympischen Winterspielen 2006 in Turin, verpasste sie mit dem vierten Platz im Moguls nur knapp eine Medaille. In der Saison 2006/07 kam sie bei allen fünf Teilnahmen unter den ersten sieben. Dabei belegte sie im Moguls in Mont Gabriel den zweiten Platz und im Dual Moguls in La Plagne bei ihren 110. und somit letzten Weltcup den dritten Rang. Die Saison beendete sie auf dem 20. Platz im Gesamtweltcup und auf dem neunten Rang im Moguls-Weltcup.

## Erfolge

### Olympische Spiele
- 1998 Nagano: 14. Platz Moguls
- 2002 Salt Lake City: 15. Platz Moguls
- 2006 Turin: 4. Platz Moguls

### Weltmeisterschaften
- 1999 Hasliberg: 8. Platz Moguls, 9. Platz Dual Moguls
- 2001 Whistler: 9. Platz Dual Moguls, 15. Platz Moguls
- 2003 Deer Valley: 17. Platz Dual Moguls, 24. Platz Moguls
- 2005 Ruka: 9. Platz Dual Moguls, 11. Platz Moguls

### Weltcupwertungen
| Saison  | Gesamt | Gesamt | Moguls | Moguls | Dual Moguls | Dual Moguls |
| Saison  | Platz  | Punkte | Platz  | Punkte | Platz       | Punkte      |
| ------- | ------ | ------ | ------ | ------ | ----------- | ----------- |
| 1995/96 | 99.    | 2      | 43.    | 20     | 29.         | 4           |
| 1996/97 | 91.    | 4      | 35.    | 16     | 22.         | 88          |
| 1997/98 | 29.    | 67     | 12.    | 404    | 15.         | 156         |
| 1998/99 | 27.    | 58     | 13.    | 232    | 9.          | 152         |
| 1999/00 | 24.    | 62     | 12.    | 308    | 8.          | 192         |
| 2000/01 | 40.    | 40     | 20.    | 160    | -           | -           |
| 2001/02 | 28.    | 52     | 14.    | 312    | 11.         | 132         |
| 2002/03 | 55.    | 37     | 20.    | 260    | 23.         | 12          |
| 2003/04 | 42.    | 19     | 13.    | 269    | –           | –           |
| 2004/05 | 40.    | 20     | 15.    | 220    | –           | –           |
| 2005/06 | 16.    | 35     | 7.     | 381    | –           | –           |
| 2006/07 | 20.    | 29     | 9.     | 261    | –           | –           |

### Europacup
- 7 Podestplätze, davon 1 Sieg
- Saison 1996/97: 1. Platz Dual-Moguls-Disziplinenwertung, 2. Platz Moguls-Disziplinenwertung